# غريس بارك (لاعبة غولف)
غريس بارك (هانغل: 박지은) هي لاعبة غولف كورية جنوبية، ولدت في 6 مارس 1979 في سول في كوريا الجنوبية.

## وصلات خارجية
- غريس باك على موقع رابطة لاعبات الغولف المحترفات (الإنجليزية)